# Liste der Kulturgüter in Egolzwil
Die Liste der Kulturgüter in Egolzwil enthält alle Objekte in der Gemeinde Egolzwil im Kanton Luzern, die gemäss der Haager Konvention zum Schutz von Kulturgut bei bewaffneten Konflikten, dem Bundesgesetz vom 20. Juni 2014 über den Schutz der Kulturgüter bei bewaffneten Konflikten sowie der Verordnung vom 29. Oktober 2014 über den Schutz der Kulturgüter bei bewaffneten Konflikten unter Schutz stehen.
Objekte der Kategorien A und B sind vollständig in der Liste enthalten, Objekte der Kategorie C fehlen zurzeit (Stand: 1. Januar 2023).

## Kulturgüter
| Foto | | Objekt                                                                | Kat. | Typ | Standort                  | Beschreibung |
| ---- | --- | --------------------------------------------------------------------- | ---- | --- | ------------------------- | --- |
| ja   | Datei hochladen · Wikidata zu Wauwilermoos (Egolzwil, Wauwil, Schötz, Ettiswil, Mauensee) paläolithisch-neolithische Ufersiedlung (Q29522045) | Wauwilermoos, paläolithisch-neolithische Ufersiedlungen KGS-Nr.: 3657 | A    | F   | 644530 / 225500           | Objekt liegt auf dem Gemeindegebiet von Egolzwil, Ettiswil (KGS-Nr. 11748), Mauensee (KGS-Nr. 11750), Schötz (KGS-Nr. 11761) und Wauwil (KGS-Nr. 9622). |
| ja   | Datei hochladen | Egolzwil 3, Teil der Pfahlbausiedlungen Wauwilermoos KGS-Nr.: 16727   | A    | F   | 643800 / 225875           | Teil des UNESCO-Welterbes «Prähistorische Pfahlbauten um die Alpen»                                                                                     |
| BW   | Datei hochladen · Wikidata zu Katholische Kirche Herz Jesu (Q29785540)                                                                        | Katholische Kirche Herz Jesu KGS-Nr.: 3658                            | B    | G   | Kirchmatt 643521 / 226157 | |